# Fjerritslev Gymnasium
Fjerritslev Gymnasium er et gymnasium i Fjerritslev i Nordjylland, der siden 2007 har været selvejende. Tidligere blev gymnasiet drevet af det daværende Nordjyllands Amt.
Fjerritslev Gymnasium blev oprettet i 1979; rektor var dengang Henning Galmar. I begyndelsen anvendte gymnasiet lokaler på Nordre Skole i Fjerritslev, men i 1981 flyttede man ind i nye bygninger. De første studenter blev færdige i juni 1982.
Gymnasiet har været truet af lukning på grund af vigende tilgang af elever. Siden 2003, hvor gymnasiet var truet af lukning, har elevtallet været stigende. Siden 2005 er der igen fuldt belagt i forhold til gymnasiets elevnormering. 
Fra og med skoleåret 2011/2012 udbydes foruden det almene gymnasium (STX) også hf og HHx.

## Rektorer
- 1979–2003: Henning Galmar
- 2003–2004: Olfert Andreasen
- 2004–2007: Poul Brønfeld
- 2008–2015: Per Beck
- 2016–2020: Bjarne Edelskov Nielsen
- 2020–: Mikkjal Niels Helmsdal